# R-1 (Rakete)
Die R-1 (NATO-Codename: SS-1A Scunner) war eine in der Sowjetunion gefertigte Kopie der deutschen A4-Rakete (V2). Als Nachbau wurde die R-1 in sowjetischen Industrieanlagen und mit zunehmendem sowjetischen Expertenwissen produziert. Dadurch wurden wertvolle Erfahrungen im Raketenbau gewonnen.

## Entwicklung

Skizze der R-1

1945 fanden sowjetische Soldaten mehrere wichtige deutsche Fertigungsstätten für die A4 (V2) und deren Zentrum im Mittelwerk im Kohnstein sowie im Reparaturwerk in Kleinbodungen, die bereits vorher von den Amerikanern in Bezug auf die essentielle Technik weitgehend ausgeräumt worden waren. Diverse Verstecke mit detaillierten Plänen und Präzisionstechnik wurden nach und nach entdeckt. Wichtige deutsche Raketeningenieure, wie beispielsweise Helmut Gröttrup, Werner Albring und Kurt Magnus, wurden im Oktober 1946 im Rahmen der Aktion Ossawakim in die Forschungsanstalt NII-88 in der Nähe Moskaus verschleppt, wo sie bis November 1953 bleiben mussten. Im Gegensatz zu den Amerikanern, die viele „erbeutete“ Raketenentwickler in die nationalen Raketenprogramme integrierten, ging es der Sowjetunion hauptsächlich darum, das Wissen der deutschen Ingenieure abzuschöpfen, um ein völlig eigenständiges Raketenprogramm aufzubauen. Zu diesem Zweck wurde das Raketenkonstruktionsbüro OKB-1 unter der Leitung von Sergej Koroljow im NII-88 gegründet. Dieses Büro war mit der Entwicklung eigener Raketen beauftragt, angefangen mit der R-1, deren Bau 1947 von Stalin autorisiert und vom Rüstungsminister Dmitri Ustinow und stellvertretenden Innenminister Iwan Serow überwacht wurde.
Koroljow erkannte frühzeitig, dass die A4 kein relevantes Entwicklungspotential hat, befürwortete aber dennoch ihren Nachbau, um schnell zu einer einsatzfähigen Rakete für die eigenen Truppen zu kommen.
Der erste Start einer R-1 fand am 17. Oktober 1948 auf dem Testgelände Kapustin Jar statt. Im November 1950 wurde die Rakete von der sowjetischen Armee für den Waffeneinsatz abgenommen. Die R-1 konnte einen konventionellen Gefechtskopf von 785 kg bis zu 270 km weit tragen, wobei die Treffergenauigkeit bei etwa 5 km lag.
Ab 1949 wurden modifizierte R-1 als wissenschaftliche Höhenforschungsraketen eingesetzt. Am 15. August 1951 wurden erstmals zwei Hunde (Djesik und Zygan) in Kapustin Jar an Bord gebracht; sie erreichten mit der R-1W eine Scheitelhöhe von 110 km und landeten anschließend wohlbehalten.
Aus der R-1 wurde die R-2 entwickelt, die erstmals im Oktober 1950 gestartet ist.

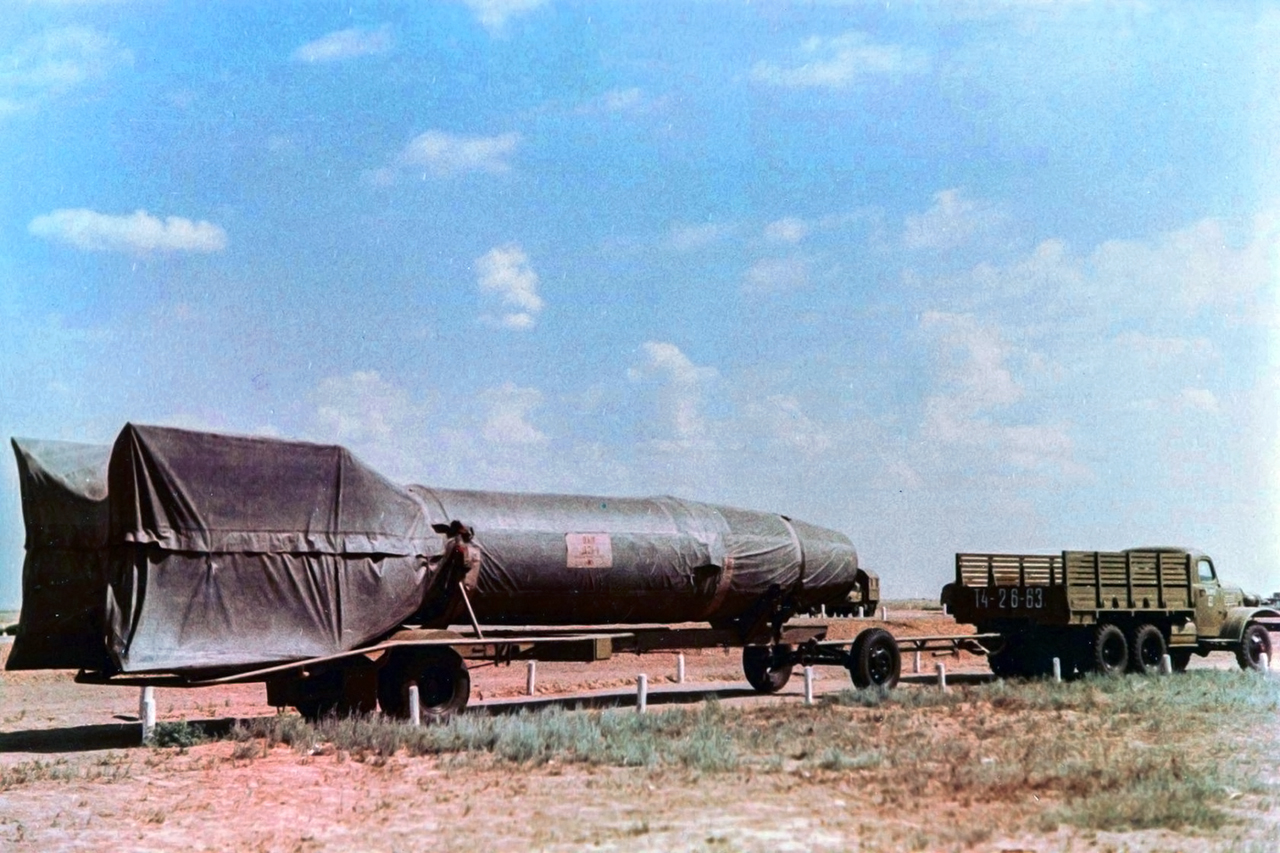
R-1
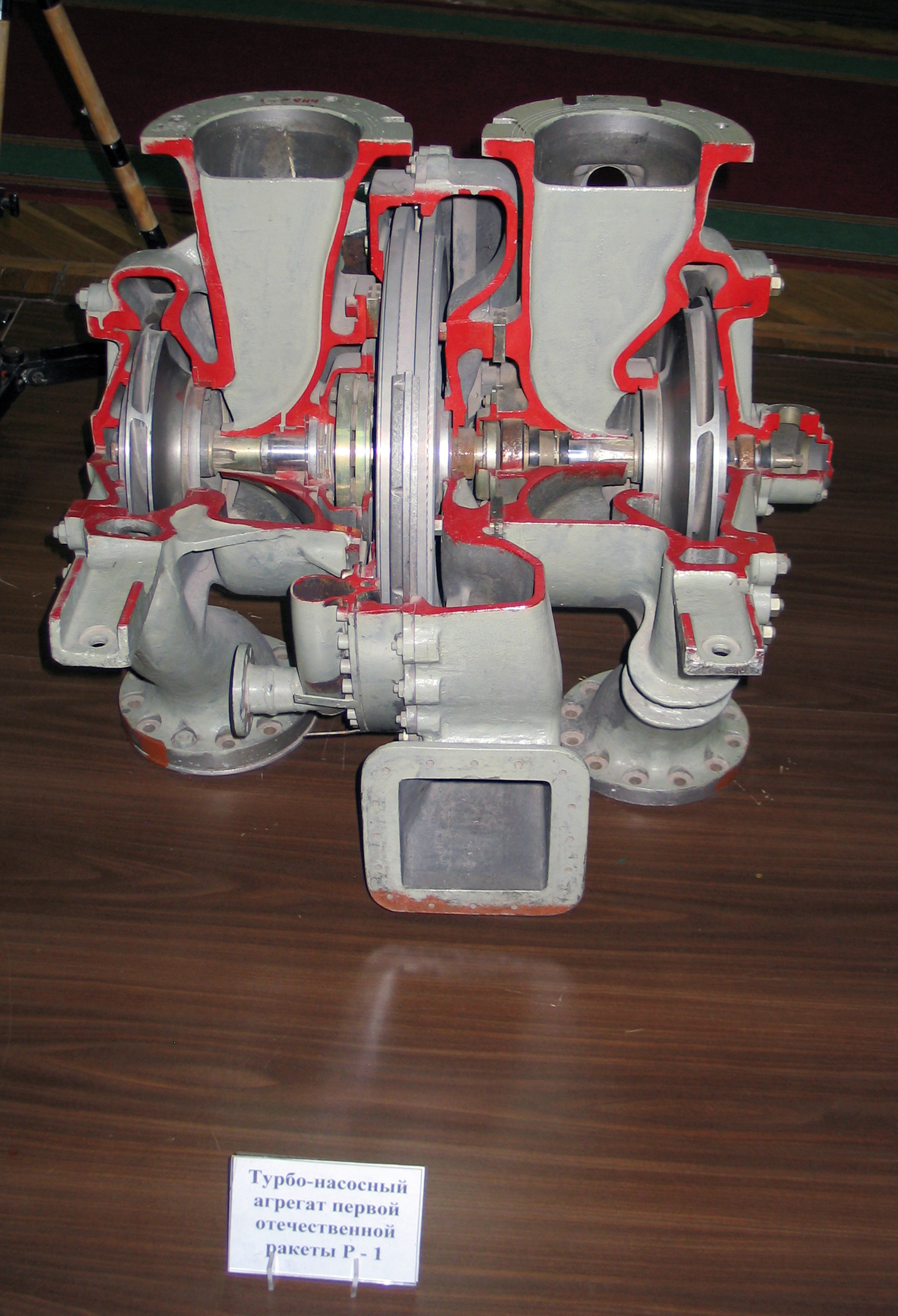
Turbopumpe  einer R-1 in Kapustin Jar
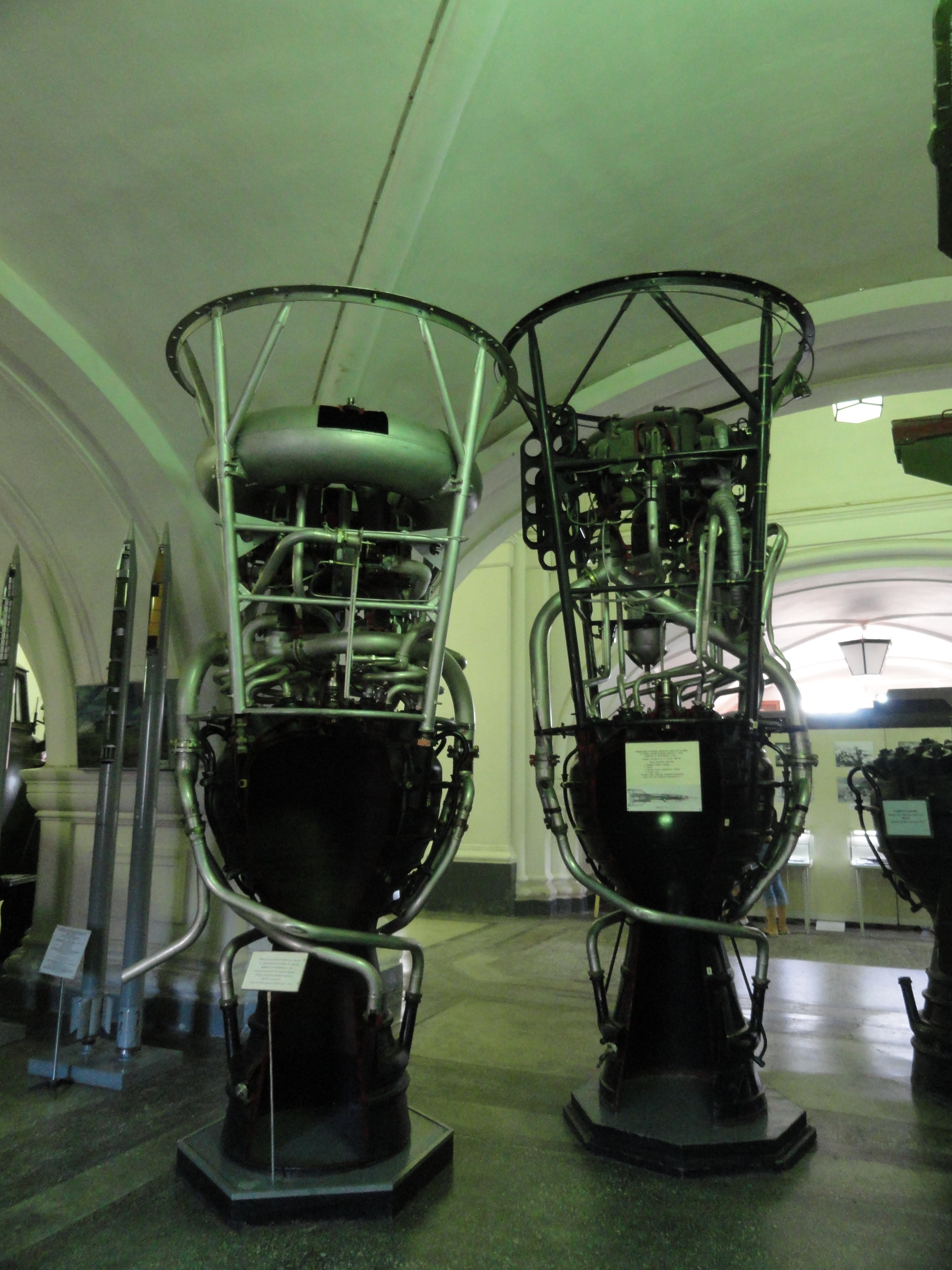
RD-100-Triebwerk (rechts)

## Varianten
- R-1: militärische Basisversion
- R-1A: verbesserte militärische Version, mit Abtrennung des Gefechtskopfes nach Brennschluß
- R-1B: geophysikalische Forschungsrakete, Nutzlast FIAN-1
- R-1W: geophysikalische Forschungsrakete, Nutzlast Säugetiere (Hunde und Mäuse)
- R-1D: geophysikalische Forschungsrakete, Nutzlast Säugetiere, mit Rettungssystem und zusätzlichen seitlichen Flächen
- R-1E: geophysikalische Forschungsrakete, verbesserte Trennung der Nutzlast vom Antriebsteil[3]